# Waga (Tatry)
Waga (niem. Hunfalvyjoch, słow. Váha, węg. Hunfalvy-hágó) – szeroka przełęcz w głównej grani Tatr w słowackich Tatrach Wysokich. Znajduje się na wysokości 2336 m pomiędzy Ciężkim Szczytem (2510 m) a Kopą nad Wagą (2385 m) w masywie Rysów (2501 m). Południowo-zachodnie zbocza grani opadają z przełęczy do Kotlinki pod Wagą w Dolinie Żabiej Mięguszowieckiej, północno-wschodnie do Doliny Ciężkiej.
Przełęcz powstała w strefie skruszałych granitoidów. Nazwa jest prawdopodobnie pochodzenia słowackiego. Walery Eljasz-Radzikowski pisał: „Właściwą jej dano nazwę, bo za pośrednictwem niej ważą się między sobą dwa szczyty, Rysy z Wysoką”. Dawniej jako Wagę określano jednak także same Rysy i Wysoką. Przejście przez Wagę znane było od dawna myśliwym. W latach 1933–38 jurgowscy pasterze z Polany pod Wysoką dwa razy na tydzień wynosili mleko w 25-litrowych bańkach przez Wagę do Schroniska pod Wagą. Turyści chodzili przez Wagę na Rysy i Wysoką od połowy XIX wieku. Na Rysy chodzono przez Wagę także od północnej strony, przez Dolinę Białej Wody. Trasą tą przestano chodzić, gdy w pierwszych latach XX wieku otwarto szlak z Morskiego Oka. Obecnie przez przełęcz prowadzi znakowany i bardzo uczęszczany szlak turystyczny z Doliny Mięguszowieckiej obok schroniska pod Rysami na Rysy.
Pierwsze odnotowane wejścia turystyczne:
- letnie: Eduard Blásy i przewodnik Ján Ruman Driečny, 20 lipca 1840 r.,
- zimowe: Theodor Wundt i przewodnik Jakob Horvay, 10 kwietnia 1884 r.[6]

## Szlaki turystyczne
– czerwony szlak, odgałęziający się od niebieskiego w Dolinie Mięguszowieckiej i biegnący Doliną Żabią Mięguszowiecką przez Wagę na Rysy.
- Czas przejścia ze Szczyrbskiego Jeziora do początku szlaku (szlakami czerwonym i niebieskim): 1:45 h, ↓ 1:35 h
- Czas przejścia szlakiem czerwonym do schroniska: 1:45 h, ↓ 1:15 h
- Czas przejścia ze schroniska na Rysy: 1 h, ↓ 45 min

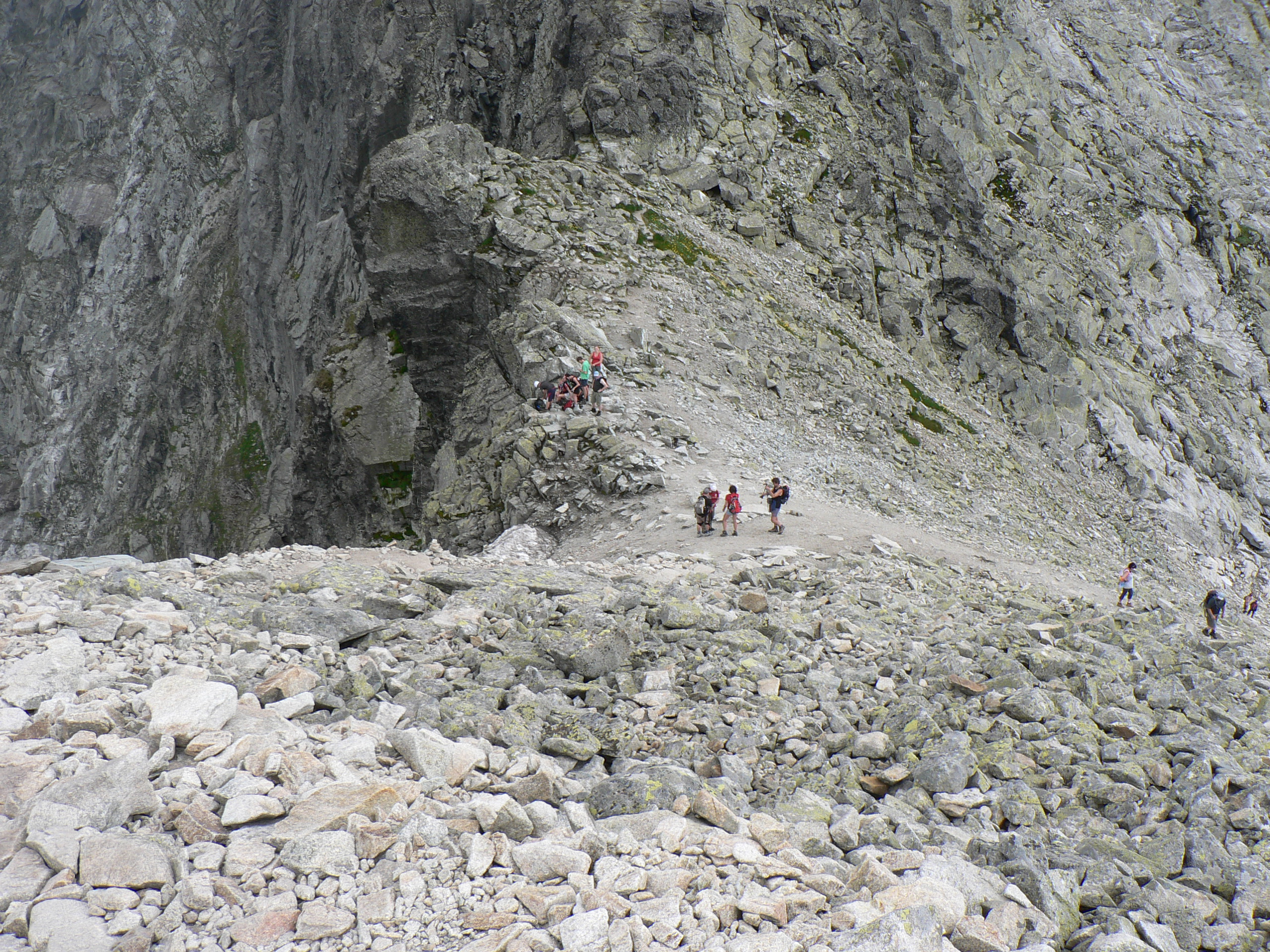
Przełęcz widziana ze zboczy Rysów
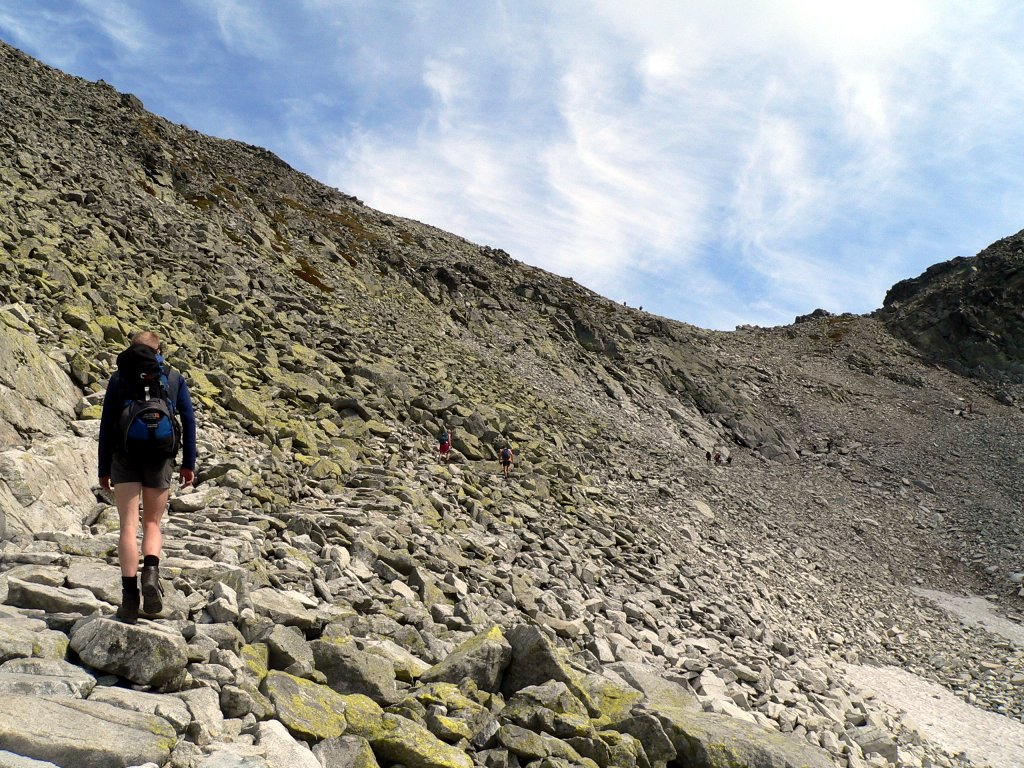
Szlak ze schroniska pod Rysami w stronę Wagi